# Sten Sture el Viejo

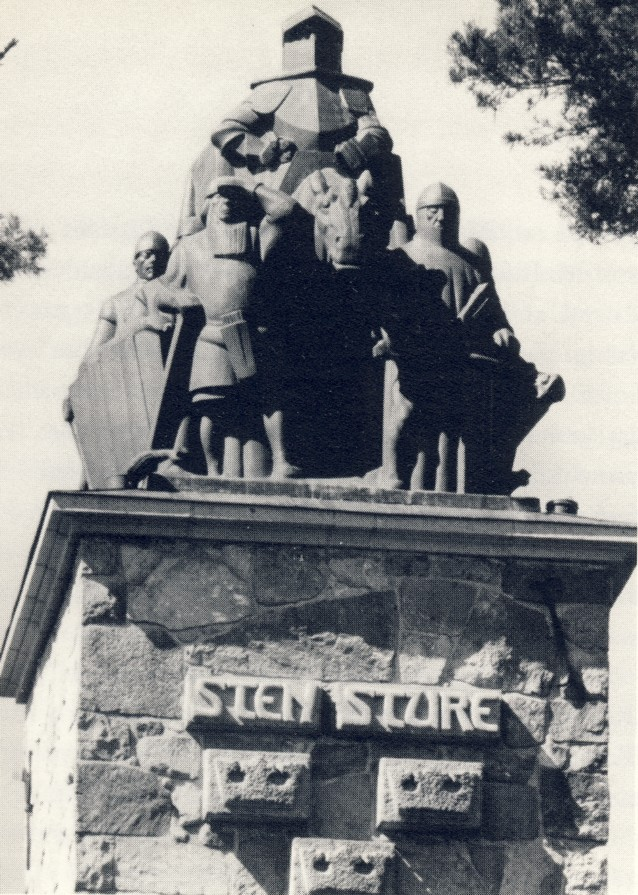
Monumento a Sten Sture (Sturemonumentet en sueco), sobre la morrena de Upsala (Uppsalaåsen). El monumento, ideado por el escultor y arquitecto Carl Milles y pagado por los estudiantes de la Universidad de Upsala, fue inaugurado en 1925 y celebra el cuarto centenario de la victoria de las fuerzas de Sten Sture en Brunkeberg, en lo que es hoy el centro de Estocolmo. Esta batalla tuvo lugar en 10 de octubre de 1471 e inició el proceso que llevó a la independencia de Suecia de la corona danesa.

Sten Sture el Viejo (Sten Sture, den äldre en sueco), nacido en 1440 y fallecido en 1503, fue un regente de Suecia durante la Unión de Kalmar. Fue gobernante de Suecia en dos períodos: el primero de 1470 a 1497 y el segundo de 1501 a 1503.

Sten Sture el Viejo entrando a Estocolmo. Cuadro de Georg von Rosen de 1864.

- Datos: Q452506
- Multimedia: Sten Sture the Elder / Q452506